# Személyes szabadság
A szabad társadalom, jogállam természetes állapota a szabadság, tehát mindent szabad, ami nem tilos, tehát mindent szabadon meg lehet tenni, a tilalmakat jogszabályok tartalmazzák. A személyes szabadság az ember önállóságához, jogképességéhez kapcsolódó garancia, mely szabadság nem a jogból, hanem a természetből ered. Aki kétségbe vonja más szabadságát valamely dologban, annak kell bizonyítania a jogszabályi tiltás meglétét.

## A szabadságjog kiterjedése
Általános érvényűen elmondható a következő: Az ember személyes szabadsága addig tart, amíg azzal másokét nem korlátozza.

## Fajtái
A személyes szabadság az ember életét végigkísérő, állandó eleme az emberi létezésnek, a cselekvések, választások, tevékenységek során manifesztálódik. Így beszélhetünk
- tartózkodási hely
- lakóhely
- foglalkozás
- hivatás
- oktatás
- gondolatközlés
- bírálat
- véleménynyilvánítás
- szabad mozgás
- szexuális élet

szabadságáról, szabad alakításának jogáról.

## Garanciái
A személyes szabadság megsértését, veszélyeztetését a jogalkotás legfőképpen a büntetőjog terén szankcionálja. 
Személyi szabadság megsértése, Kényszerítés – általános jellegű
Magánlaksértés – lakóhely szabadságának megsértése
Emberrablás– foglalkozás szabadságának megsértése, tartózkodási hely megválasztása szabadságának megsértése
Erőszakos közösülés – szexuális viszony létesítése szabadságának megsértése

## Korlátozása
A személyes szabadság sem abszolút joga az embernek, így korlátozható. A szabadságvesztés esetén, letartóztatás, őrizetbe vétel, távoltartás stb. esetén korlátozható. A korlátozás feltétele, hogy arányos, szükséges, és célszerű legyen a korlátozás, emellett pedig jogszabály írja elő.